# Liberté chérie

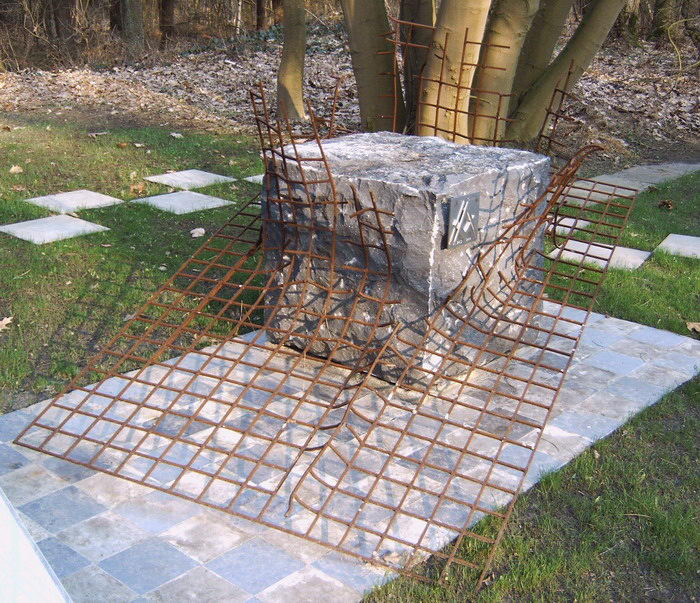
Monumento a Liberté chérie no campo de concentração de Esterwegen

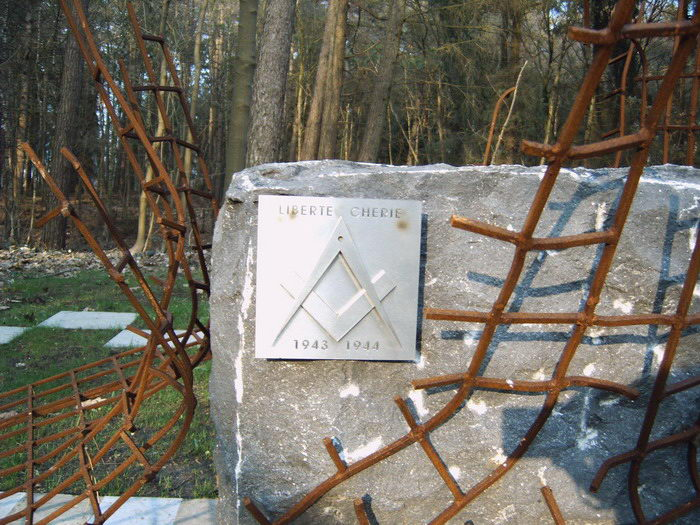
Detalhe do monumento

A Liberté Chérie (francês: liberdade estimada) foi uma loja maçônica fundada, em 1943, por guerrilheiros da Resistência Belga e outros prisioneiros políticos no campo de concentração de Esterwegen. Foi uma das poucas lojas maçônicas fundadas em campos de concentração nazistas durante a Segunda Guerra Mundial.

## A Loja
Em 15 de novembro de 1943, sete belgas maçôns e lutadores da resistência fundaram a loja Maçônica Loge Liberté chérie (em francês) (tradução: Loja da Querida Liberdade) dentro da Barraca 6 de Emslandlager VII (Esterwegen). O nome da loja foi derivado da La Marseillaise.
Os sete Maçôns originias da Loge Liberté Chérie eram:
- Paul Hanson
- Luc Somerhausen
- Jean De Schrijver
- Jean Sugg
- Henri Story
- Amédée Miclotte
- Franz Rochat
- Guy Hannecart

Eles posteriormente iniciaram, elevaram e exaltaram o Irmão Fernand Erauw, outro belga.
De acordo com M. Franz Bridoux, ex-prisioneiro da Barraca 6 de Esterwegen, os membros fundadores da Loge Liberté chérie foram Rochat, Sugg, Hannecart, Hanson, Somerhausen, Degueldre, and Miclotte.
De Schrijver e M. Story chegaram muito tempo depois da fundação da loja e não foram membros fundadores.

## O Monumento
Um monumento, criado pelo arquiteto Jean de Salle, foi construído por Maçôns belgas e alemães em 13 de novembro de 2004. Ele é agora parte do sítio memorial do Cemitério de Esterwegen. Wim Rutten, o grão-mestre da Federação Belga dos Direitos Humanos falou durante o ato:
Nós estamos aqui reunidos hoje neste cemitério em Esterwegen, não em luto, mas para expressar o livre pensamento em público." - "Em memória aos nossos irmãos; direitos humanos não devem ser nunca esquecidos.